# Sankt Petersburger Wirtschaftsforum
Das St. Petersburg International Economic Forum (SPIEF), im deutschsprachigen Raum auch bekannt als Sankt Petersburger Wirtschaftsforum, ist ein Jahrestreffen von Akteuren aus der Wirtschaft verschiedener Länder, das von der russischen Regierung und der Roscongress Foundation veranstaltet wird. Die teilnehmenden Politiker, Ökonomen, Vorstandsvorsitzenden großer bis mittelgroßer nationaler und internationaler Unternehmen und weitere Wirtschaftsfachleute kommen auf Einladung in Sankt Petersburg zusammen.

## Geschichte
Das 1997 gegründete Forum steht seit 2005 unter der Schirmherrschaft des Präsidenten der Russischen Föderation. Jährlicher Teilnehmer von deutscher Seite war der Ost-Ausschuss der Deutschen Wirtschaft. Auch deutsche Politiker und Manager von DAX-Unternehmen waren wiederkehrende Besucher.
In seinen besten Jahren wurden am Forum bei über hundert Einzelveranstaltungen Beratungen über weltwirtschaftsbezogene Themen diskutiert, nebst Beziehungspflege und dem Beschließen von Verträgen und Abkommen.

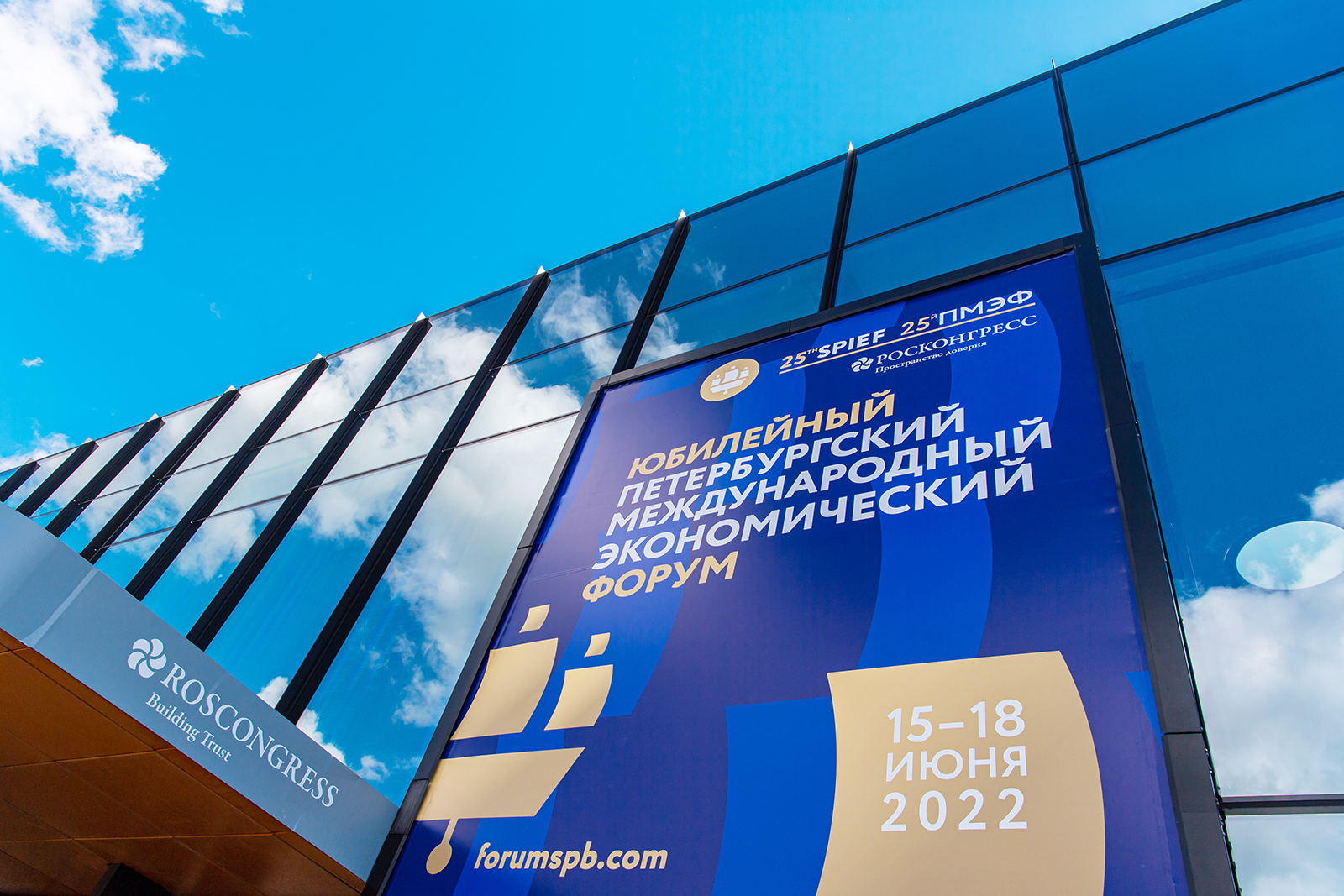
Eingangsplakat für das Forum 2022

Das Sankt Petersburger Wirtschaftsforum 2017, das mit einem Veranstaltungsbudget von 32 Millionen Euro organisiert wurde und auf dem die Themen Digitalisierung, Klimawandel und Mobilität im Blickpunkt standen, wurde von 5000 Teilnehmern besucht. Prominente Gäste waren der indische Premierminister Narendra Modi und der österreichische Bundeskanzler Christian Kern. Im Jahr 2018 waren unter anderem Chinas Vizepräsident Wang Qishan, Japans Premierminister Shinzo Abe und Frankreichs Präsident Emmanuel Macron Gäste des Economic Forum.
Anfang März 2020 wurde bekanntgegeben, dass das für die Zeit vom 3. bis 6. Juni geplante Sankt Petersburger Wirtschaftsforum 2020 wegen der Coronavirus-Pandemie ausfällt.
Während das Forum früher international hochrangig besucht wurde, hatte die Ausgabe, welche nach dem russischen Überfall auf die Ukraine, am 17. Juni 2022 begann, nur Gäste wie Denis Puschilin oder einen Taliban-Ökonomen. Wladimir Putin nutzte die Eröffnungsrede für eine Generalabrechnung mit den westlichen Ländern, betreffend Russland war er voller Optimismus.
Ziel des SPIEF 2024 war zu demonstrieren, dass sich Russland trotz Sanktionen widerstandsfähig zeige.
Präsident Putin sagte am SPIEF 2025 "Russen und Ukrainer sind ein Volk. In diesem Sinne gehört die ganze Ukraine uns." Seine Zuhörer waren laut einem Kommentar eines langjährigen Berichterstatters "Pariastaaten, die russische Vetternwirtschaft und Vertreter der Querdenker".